# Refsnes Gods
Refsnes Gods is een hotel en voormalig landkasteel vlak bij Moss in Noorwegen, op het eiland Jeløy. Volgens Frommer's-reisgidsen is het "het elegantste resort in de omgeving van Oslo". Het kasteel werd oorspronkelijk gebouwd in 1767 als een plezierpaviljoen. Er is een grote kunstcollectie aanwezig.
De vrije vertaling van de naam 'Refsnes Gods' vanuit het Noors naar het Nederlands, is 'Huis aan het rif'. Dit rif is verbonden met het Oslofjord. Waarschijnlijk is het in opdracht van de koninklijke familie gebouwd. Later kocht de Schotse handelaar David Christie (1771-1835) het landgoed en verbouwde het tot paviljoen. Het hotel heeft circa 400 kunstwerken in haar bezit, waarvan acht schilderijen van Edvard Munch en twee van Andy Warhol.